# Selección masculina de rugby 7 de Inglaterra

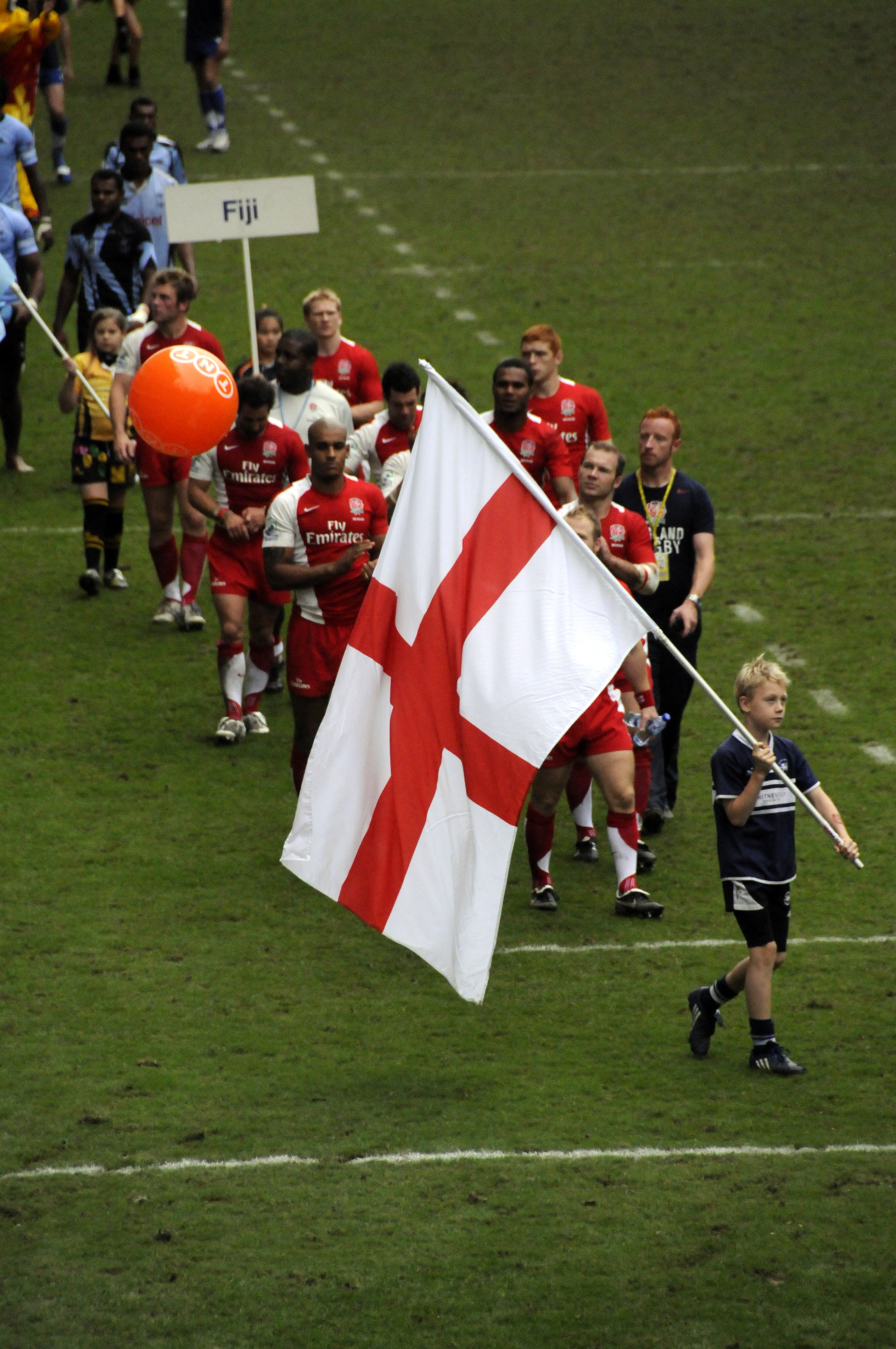
Inglaterra en el Seven de Hong Kong de 2009

La selección masculina de rugby 7 de Inglaterra es el equipo de rugby 7 que representa a la Rugby Football Union de Inglaterra en los campeonatos de selecciones nacionales masculinas.
Inglaterra ganó el Seven Internacional de Escocia de 1973, el primer torneo de selecciones nacionales de rugby 7 de la historia, tras ganar cuatro partidos que disputó ante Francia, President's VII, Gales y la final ante Irlanda.
El equipo ha disputado la Copa del Mundo de Rugby 7 desde su primera edición en 1993. Fue campeón en 1993, subcampeón en 2013 y tercero en 2005.
También ha jugado la Serie Mundial Masculina de Rugby 7 desde la temporada inaugural 1999/00. Se ubica cuarto en el historial de torneos ganados con 19, entre ellos el Seven de Hong Kong de 2002, 2003, 2004 y 2006, y el Seven de Londres de 2003, 2004 y 2009. Sin embargo, Inglaterra nunca fue campeón del circuito. Sus mejores resultados de temporada fueron el segundo puesto en 2002-03, 2003-04 y 2005-06, y el tercero en 2001-02, 2004-05, 2008-09, 2010-11 y 2011-12.
En los Juegos de la Mancomunidad, Inglaterra ganó la medalla de plata en 2006, perdiendo en la final ante Nueva Zelanda, y obtuvo el cuarto puesto en 2010.
Algunos de los jugadores más destacados de la selección de Inglaterra han sido Ben Gollings, Dan Norton, Richard Haughton, Rob Thirlby y Simon Amor.
Actualmente no compite en ningún torneo oficial, siendo reemplazado por el seleccionado de Gran Bretaña en el circuito mundial, Juegos Olímpicos y Juegos Europeos.

## Palmarés
- Copa del Mundo de Rugby 7 (1): 1993
- Serie Mundial
  - Seven de Australia (1): 2003
  - Seven de Dubái (4): 2004, 2005, 2010, 2011
  - Seven de Sudáfrica (2): 2003, 2016
  - Seven de Nueva Zelanda (2): 2009, 2013
  - Seven de Estados Unidos (1): 2006
  - Seven de Hong Kong (4): 2002, 2003, 2004, 2006
  - Seven de Londres (3): 2003, 2004, 2009
  - Seven de Canadá (1): 2017
  - Seven de Japón (1): 2015
- Sevens Grand Prix Series (2): 2012, 2013
- Torneo Preolímpico Europeo (1): 2019

## Participación en copas
| - Edimburgo 1993: Campeón - Hong Kong 1997: 8º puesto - Mar del Plata 2001: 6º puesto - Hong Kong 2005: 3º puesto - Dubái 2009: 7º puesto - Moscú 2013: 2º puesto - San Francisco 2018: 2° puesto - Ciudad del Cabo 2022: 9° puesto - Akita 2001: 7º puesto* - Duisburgo 2005: 4º puesto* - Kaohsiung 2009: no participó - Cali 2013: no participó (*) selección de Gran Bretaña - Kuala Lumpur 1998: Cuartofinalista - Mánchester 2002: 5º puesto - Melbourne 2006: 2º puesto - Delhi 2010: 4º puesto - Glasgow 2014: cuartofinalista - Gold Coast 2018: 3º puesto - Birmingham 2022: 9º puesto | - Serie Mundial 99-00: 9º puesto (22 pts) - Serie Mundial 00-01: 7º puesto (32 pts) - Serie Mundial 01-02: 3º puesto (126 pts) - Serie Mundial 02-03: 2º puesto (108 pts) - Serie Mundial 03-04: 2º puesto (122 pts) - Serie Mundial 04-05: 3º puesto (86 pts) - Serie Mundial 05-06: 2º puesto (122 pts) - Serie Mundial 06-07: 5º puesto (52 pts) - Serie Mundial 07-08: 5º puesto (54 pts) - Serie Mundial 08-09: 3º puesto (98 pts) - Serie Mundial 09-10: 5º puesto (96 pts) - Serie Mundial 10-11: 3º puesto (127 pts) - Serie Mundial 11-12: 3º puesto (135 pt) - Serie Mundial 12-13: 6º puesto (92 pts) - Serie Mundial 13-14: 4º puesto (134 pts) - Serie Mundial 14-15: 4º puesto (132 pts) - Serie Mundial 15-16: 8º puesto (92 pts) - Serie Mundial 16-17: 2º puesto (164 pts) - Serie Mundial 17-18: 5º puesto (122 pts) - Serie Mundial 18-19: 5º puesto (114 pts) - Serie Mundial 19-20: 5º puesto (77 pts) - Serie Mundial 20-21: no participó - Serie Mundial 21-22: 9º puesto (71 pts) |